# Conisbrough Castle
Conisbrough Castle er en middelalderborg, der ligger i Conisbrough, South Yorkshire, England. Det blev oprindeligt opført som en træfæstning i 1000-tallet af William de Warenne, jarl af Surrey, efter den normanniske erobring af England i 1066. Hamelin Plantagenet, den uægte bror til kong Henrik 2. fik ejendommen igennem ægteskab i slutningen af 1100-tallet. Hamelin og hans søn William genopførte borgen i sten og opførte et 28 m højt keep. Borgen var i familiens eje indtil 1300-tallet, på trods af at den blev taget af Kronen flere gange. Fæstningen blev herefter givet til Edmund af Langley, og gik tilbage til kongen i 1461.
Conisbrough Castle forfaldt, og dem ydermur blev kraftigt på virket af subsidens, og den blev givet til Carey-familien i 1500-tallet. Borgens stand gjorde den uanvendelig under den engelske borgerkrig i midten af 1600-tallet, og ruinen blev købt af hertugen af Leeds i 1737. Sir Walter Scott brugte den som lokation til sin roman Ivanhoe fra 1819, og i slutningen af 1800-tallet var det blevet en turistattraktion.
Staten overtog driften af ejendommen i 1950, men i 1980'erne var besøgsfaciliteterne uegnede, hvilket ledte til et tredelt partnerskab mellem local council, English Heritage og en lokal velgørenhedstrust. Keepet fik nyt tag og gulve i 1990'erne med hjælp fra EU. English Heritage overtog borgen helt i 2008 og driver den fortsat som turistattraktioner.
Det er en listed building og et Scheduled Ancient Monument.